# クラブ マジェスティ
クラブ・マジェスティ(Club Majesty)は、2007年にセガから発売されたシングルメダルゲーム。ただし、『ウォーリーをさがせ！THE MEDAL』と『ガトリングポーカー』の2機種は2008年発売。メインモニターと上部モニターでの2画面出力や、タッチパネルによる快適操作、アームレスト振動を搭載。「クラブ マジェスティ」シリーズであれば異なるタイトルでも、店内LAN接続により14台まで接続が可能で、プレイヤー全員参加のリンクゲームをプレイできる。

## 発売機種
以下の6種類が発売されている。
- アトラクティブ デッキ ポーカー
- クラウド ナイン
- コズミック チャレンジ
- ホイール マニアックス
- ガトリング ポーカー
- ウォーリーをさがせ!THE MEDAL